# KPMG France

Der Hauptsitz von KPMG France im Tour Eqho

KPMG S.A ist eine französische Wirtschaftsprüfungsgesellschaft mit Sitz in La Défense bei Paris (Avenue Gambetta 2 in Courbevoie). Die Firma nennt sich jedoch häufig KPMG France und ist unabhängiges Mitglieder des KPMG Netzwerks. Der Umsatz im Jahr 2017 betrug etwa 827.700.000 Euro. Gegründet wurde die Gesellschaft am 19. März 1956. Entstanden ist die KPMG France aus der Fiduciaire de France, einer Französischen Anwaltskanzlei.
KPMG France gründete 2008 mit der Emlyon Business School das World Entrepreneurship Forum, das den Preis Entrepeneur for the World, vergibt.